# Умикадзэ (1937)
Умикадзэ (яп. 海風, «морской бриз») — японский эсминец типа Shiratsuyu.

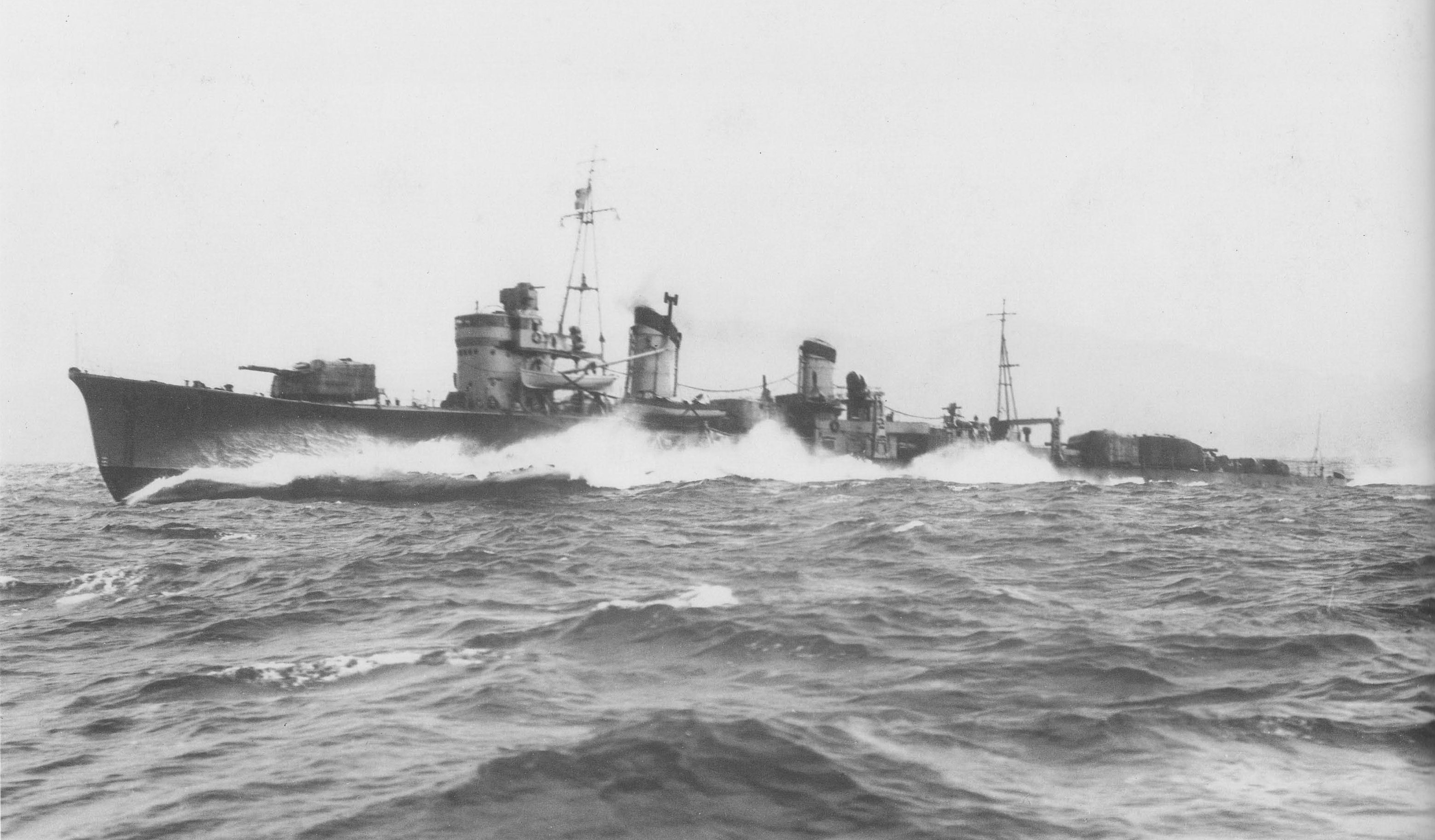

Заложен 4 мая 1935 года на верфи Maizuru КК. Спущен 27 ноября 1936 года, вошел в строй 31 мая 1937 года. Участвовал в захвате Филиппин и Явы. Участвовал в сражении у острова Мидуэй и боях у Гуадалканала. 1 февраля 1944 года потоплен американской подводной лодкой «Guardfish» у атолла Трук в точке 07°10′ с. ш. 151°43′ в. д..

## История

### Сражение у восточных Соломоновых островов
Умикадзэ участвовал в 11-м «Токийском экспрессе». Во время операции, 24 сентября получил повреждения от близкого разрыва авиабомбы и был вынужден отправиться на ремонт в Трук. При этом погибли 8 членов экипажа.

### Бой у островов Санта-Крус
Во время боя Умикадзэ в составе 2-го дивизиона эсминцев входил в авангард сил поддержки Гуадалканала. После боя он принял участие еще в одном «Токийском экспрессе», состоявшемся 7 ноября.

### Морское сражение за Гуадалканал
Конвоировал более медленные транспортные суда в составе 12 эскадренных миноносцев эскорта под командованием Райдзо Танаки двигаясь на юго-восток по проливу Слот (Нью-Джорджия) от Шортлендских островов с расчетным временем прибытия к Гуадалканалу ночью 13 ноября. Эсминец получил тяжёлые повреждения от американских бомбардировщиков, и был отбуксирован на ремонт Асасио. В общей сложности ремонт продолжался до января 1943.

### Гибель
В 1944 году Умикадзе участвовал в проводке ещё нескольких конвоев и патрулировании и был потоплен при торпедной атаке на конвой в районе Трука. Корабль затонул достаточно медленно, и 215 членам экипажа удалось спастись. Погибли 50 человек.